# San Francisco Chinameca
San Francisco Chinameca, es un distrito del municipio de La Paz Oeste que está ubicado en el departamento de La Paz, en la zona paracentral de El Salvador,en Centroamérica.

## Toponimia
Pueblo precolombino cuyo significado es: Lugar de las Chinamas, que quiere decir: Lugar de las casas de Paja.

## Ubicación Geográfica
Dista a unos 22 km de San Salvador. Situado a una altura de 700 metros sobre el nivel del mar. Limita al este con San Miguel Tepezontes y San Antonio Masahuat, al sur con Tapalhuaca y Cuyultitán; Al Oeste con Olocuilta; Al Norte con el Lago de Ilopango y Santiago Texacuangos.
¿Cómo llegar?.
El acceso para llegar a este lugar es por Santiago Texacuangos y por calle vieja a Zacatecoluca, sus calles son de asfalto y están en perfecto estado. Desde San Salvador, puede tomar la ruta 128 en el Mercado Central de la capital, que lo llevará directamente al pueblo de Chinameca ó también puede tomar la ruta 21 de Santiago Texacuangos, bajarse en el punto de los buses y esperar ahí la 128.

## Demografía
La Población es de 7.481 habitantes, la cuál se compone por 3.564 hombres y 3.917 mujeres. 
El Municipio está dividido en cuatro barrios en el área urbana, además comprende cinco Cantones en el área rural y caseríos.
Barrios
- San Francisco
- El Calvario
- Candelaria
- El Rosario

Cantones
- San José de la Montaña
- Santa Cruz La Vega
- Candelaria
- San Antonio Panchimilama
- Concepción Los Planes

En el centro de su Casco Urbano, se encuentra la Alcaldía Municipal, el pequeño Parque Municipal, la Iglesia Parroquial, dedicada a San Francisco de Asís. En el Barrio El Calvario, encontrará la Unidad de Salud, el Complejo Educativo Claudia Lars, la Iglesia El Calvario y el Cementerio Municipal.

## Historia
Era parte del departamento de San Salvador en el siglo XVIII.

## Fiestas Patronales
La Celebración de las Fiestas Patronales en honor a su Santo Patrono San Francisco de Asís, del 1 al 5 de octubre.
Herencia de los Centenarios, Costumbres y Tradiciones que este lindo pueblo espera ansioso desde la puertas y ventanas, escuchando emocionados las esperadas alboradas, acompañadas con música marcial, observando con alegre entusiasmo los coloridos desfiles de carrozas y presuroso a acompañar la procesión de su Santo Patrono y por la noche presenciar la tradicional quema de pólvora. Los juegos mecánicos, los Alegres Bailes, los platillos típicos salvadoreños y la amabilidad de sus habitantes hacen envidiables estas fiestas patronales. También en el mes de septiembre, San Francisco Chinameca, celebra otra fiesta religiosa; en honor a San Francisco Degollado, entre el 15 y 17 del mismo mes.